# Kristina Stepasjuková
Kristina Stepasjuková (* 22. ledna 1991) je česká klavíristka.
Hru na klavír studuje u své matky Inny Tolmačové na pardubické konzervatoři. Svou první soutěž, Mezinárodní klavírní soutěž Amadeus v Brně vyhrála v sedmi letech. Stala se laureátkou soutěže Carla Czerného, je vítězkou mezinárodních klavírních soutěží Košice, Vídeň, absolutní vítězkou klavírní soutěže Prague Junior Note a dalších. V roce 2009 byla přijata na Hudební fakultu AMU v Praze.